# 6. Luftwaffen-Felddivision
Die 6. Luftwaffen-Felddivision war ein militärischer Verband der Wehrmacht während des Zweiten Weltkrieges.

## Geschichte

### Aufstellung
Sie wurde im  September 1942 unter dem Kommando des XIII. Fliegerkorps aus überschüssigem Personal der Luftwaffe auf dem Truppenübungsplatz Groß Born in Pommern aufgestellt.

### Verlegung an die Ostfront
Von Januar 1943 bis August 1944 war der Verband an der deutsch-sowjetischen Front im Einsatz.

## 6. Feld-Division (L)

### Aufstellung durch Umbenennung
Am 1. November 1943 wurde sie in 6. Felddivision (L) umbenannt. 

### Witebsk 1944
Im Sommer 1944 hielt die 6. Felddivision als Teil des LIII. Korps der 3. Panzerarmee ein Gebiet östlich von Witebsk. Die Division wurde während der Witebsk-Orsha-Offensive bei Wizebsk wenige Tage nach Beginn der Operation Bagration der Sowjetarmee am 22. Juni 1944 eingekesselt. 

### Vernichtung
Die Division wurde vernichtet, ihr Kommandeur, Generalleutnant Rudolf Peschel, fiel am 27. Juni 1944 im Kampf. 

### Auflösung
Nachdem sie während der Kämpfe fast vollständig aufgerieben worden war, wurde die Division im August 1944 schließlich aufgelöst.

## Kommandeure
- Oberst Ernst Weber (September 1942 – November 1942)
- Generalmajor Rüdiger von Heyking (November 1942 – November 1943)
- Generalleutnant Rudolf Peschel (November 1943 – 27. Juni 1944)